# Kirche Diekirch

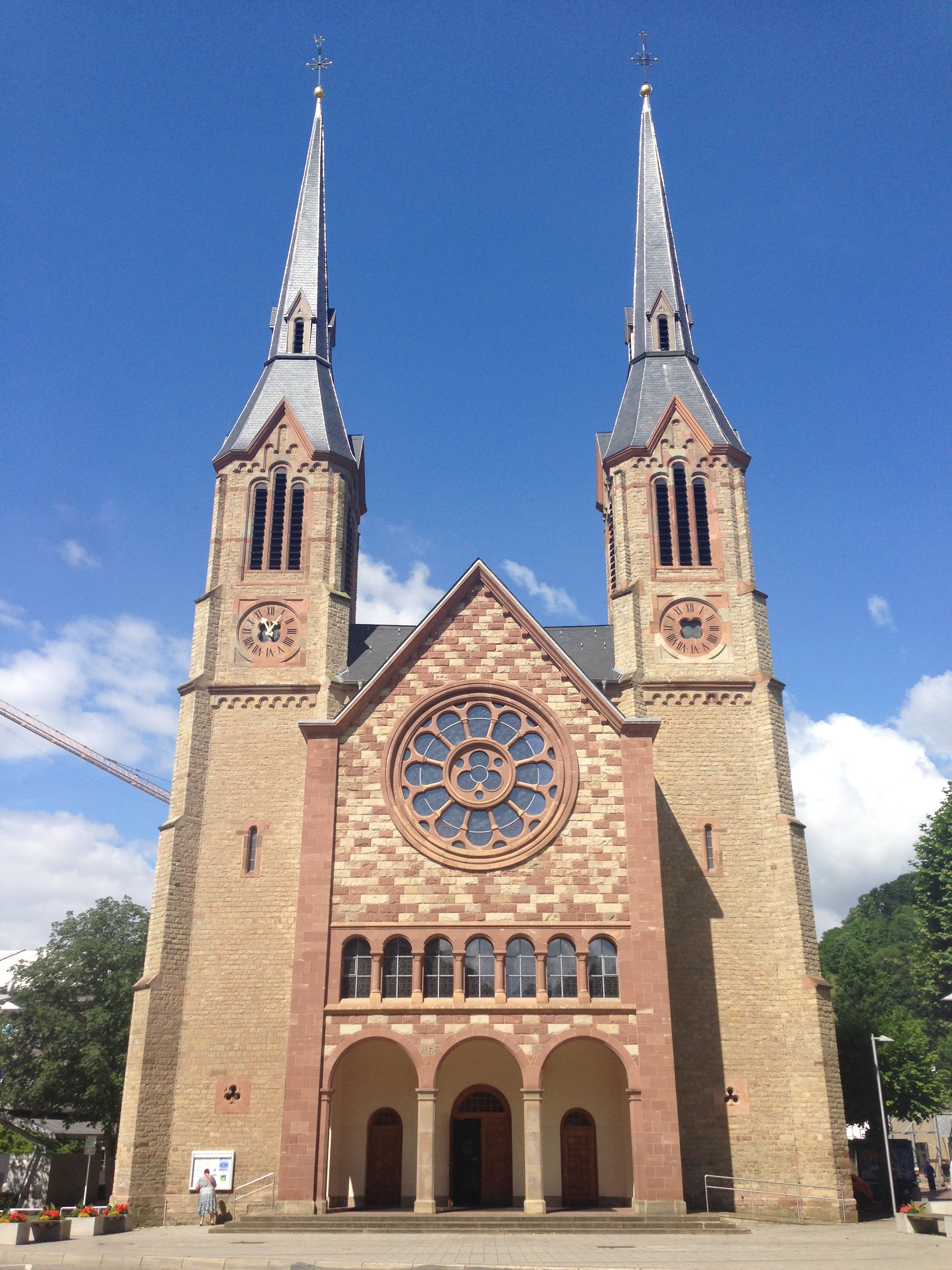
Kirche Diekirch 2016

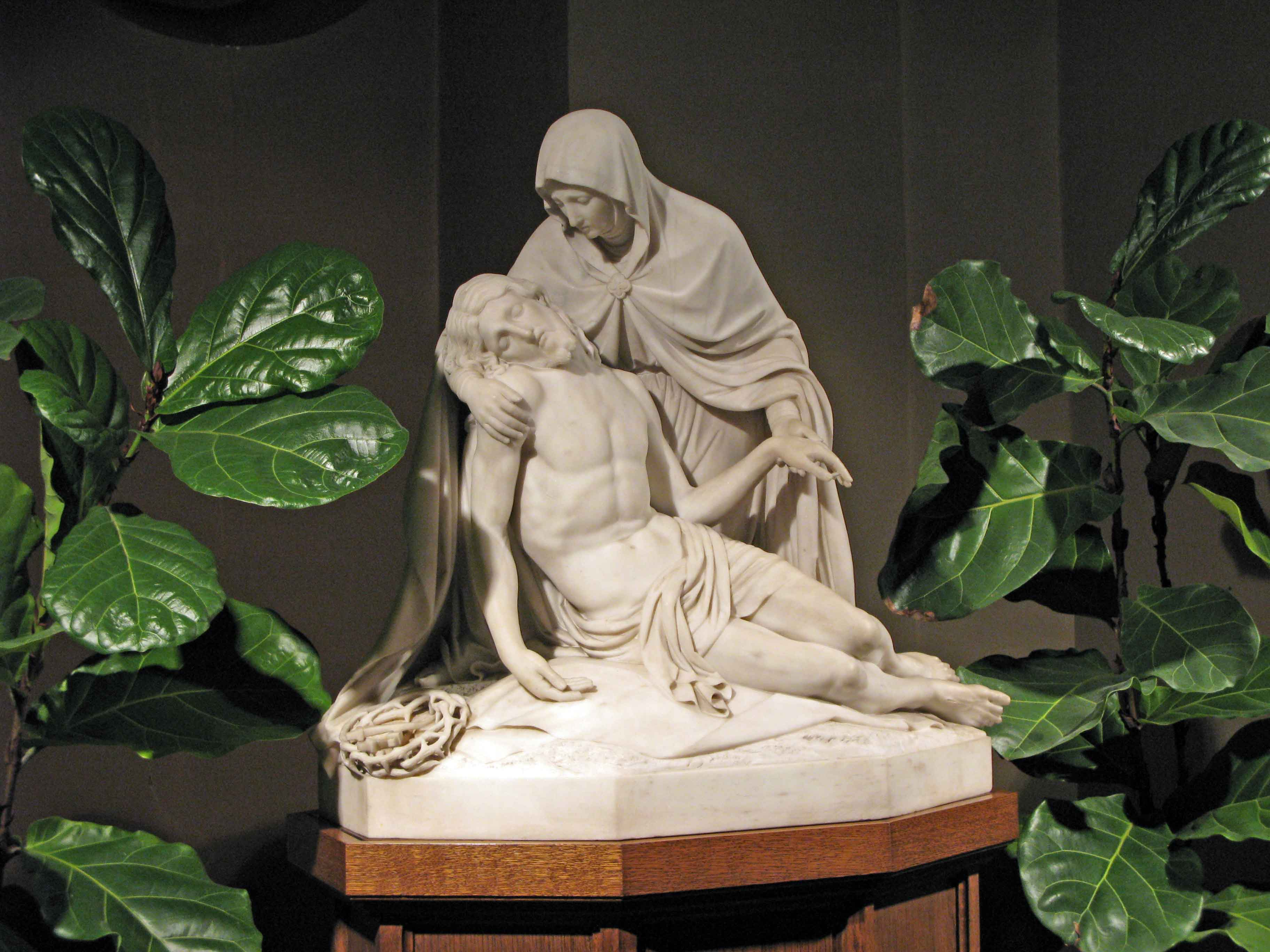
Pietà von Wilhelm Achtermann (1870)

Die Laurentiuskirche in Diekirch in Luxemburg befindet sich am Place des Récollets neben der N 7. Der Grundstein der Kirche wurde 1866 zur Ablösung der alten Laurentiuskirche gelegt; sie wurde bis 1868 nach Plänen von Pierre Biwer gebaut und Laurentius von Rom gewidmet. Am 21. Juni 2017 wurde die Kirche von der Nationalen Denkmalschutzbehörde zum Nationaldenkmal erklärt.

## Kunstwerke
Der Kreuzweg der Kirche Diekirch, mit seinen 14 Stationen, ist eine Kopie des von Josef von Führich geschaffenen Kreuzwegs der Wiener Nepomuk-Kirche.
Wilhelm Achtermann schuf 1870 eine Pietà aus Carrara-Marmor. Die Skulptur ist 70 cm hoch, 80 cm lang und 40 cm breit und wurde von Theo und Catherine Tandel gestiftet.
Will Dahlem entwarf zahlreiche Bleiglasfenster: das Fenster in der Turmkapelle, die Fenster in den Seitenschiffen, im Chor und im Obergaden, sowie die Rosette auf der Orgelempore. Er verwendete Antik- bzw. Kathedralglas, Blei und Schwarzlot.
An der Kirchenfassade steht das 1955 von Auguste Trémont geschaffene Denkmal für die luxemburgischen Kriegsopfer 1940–1945 (Monument aux Morts 1940–1945).
Lukas Arons und Tom Flick schufen 2012 einen Taufstein im Stil des Illusionismus. Er besteht aus einer offenen Hand aus weißem Laaser Marmor, die auf einem aufrechten, halb aufgeschlagenen Buch aus schwarzem Diabas-Basalt ruht.

## Orgel
Die Orgel wurde 2015 von der Orgelbaufirma Manufacture d'Orgue Thomas erbaut. In dem Instrument wurde teilweise altes Pfeifenmaterial wiederverwendet. Es hat 47 Register auf drei Manualen und Pedal, zuzüglich 3 Transmissionen und zwei extendierten Registern.
| I Grand Orgue C–c4         |     |
| Montre                     | 16′ |
| Montre                     | 08′ |
| Bourdon                    | 08′ |
| Violoncelle                | 08′ |
| Doppelgedackt              | 08′ |
| Prestant                   | 04′ |
| Flûte douce                | 04′ |
| Quinte                     | 03′ |
| Doublette                  | 02′ |
| Plein jeu harmonique IV-VI |     |
| Cornet V (ab G)            |     |
| Bombarde                   | 16′ |
| Trompette                  | 08′ |
| Clairon                    | 04′ |

| II Positif expressif C–c4 |         |
| Bourdon                   | 16′     |
| Salicional                | 08′     |
| Cor de Nuit               | 08′     |
| Fugara                    | 04′     |
| Flûte allemande           | 04′     |
| Quinte                    | 02 ⁄3′  |
| Piccolo                   | 02′     |
| Tierce                    | 01 3⁄5′ |
| Larigot                   | 01 ⁄3′  |
| Harmonia Æthera III       |         |
| Douçaine                  | 16′     |
| Clarinette                | 08′     |
| Voix Humaine              | 08′     |
| Tremolo                   |         |

| III Récit expressif C–c4 |         |
| Quintaton                | 16′     |
| Diapason                 | 08′     |
| Flûte ouverte            | 08′     |
| Viole de gambe           | 08′     |
| Voix céleste             | 08′     |
| Prestant                 | 04′     |
| Flûte octaviante         | 04′     |
| Nasard                   | 02 ⁄3′  |
| Octavin                  | 02′     |
| Tierce                   | 01 2⁄3′ |
| Plein jeu III-IV         |         |
| Basson                   | 16′     |
| Trompette harmonique     | 08′     |
| Basson-Hautbois          | 08′     |
| Clairon harmonique       | 04′     |
| Tremolo                  |         |

| Pédale G–g1          |         |
| Contrebasse          | 16′     |
| Montre (aus G.O.)    | 16′     |
| Violon               | 16′     |
| Soubasse             | 16′     |
| Zartbass             | 16′     |
| Quinte               | 10 2⁄3′ |
| Flûte                | 08′     |
| Violoncelle (Ext.)   | 08′     |
| Bourdon (Ext.)       | 08′     |
| Octave               | 04′     |
| Bombarde             | 16′     |
| Trompette (aus G.O.) | 08′     |
| Clairon (aus G.O.)   | 04′     |

- Anmerkungen:

1. ↑  Register lässt sich in 16'- und 8'-Lage individuell auf dem 1. und 2. Manualen und dem Pedal registrieren.
2. ↑  Aus Récit (Quintaton).
3. ↑  Teilweise aus Contrebasse 16'.